# Жабино (Гатчинский район)
Жа́бино (фин. Sääpinä) — деревня в Гатчинском муниципальном округе Ленинградской области.

## История
Впервые упоминается в писцовой книге Водской пятины 1500 года как деревня Жабино в Кипенском погосте Копорского уезда.
Затем как пустоши Sabino Bolsoe Öde и Sabino Mensoe Öde в Кипенском погосте в шведских «Писцовых книгах Ижорской земли» 1618—1623 годов.
На карте Ингерманландии А. И. Бергенгейма, составленной по материалам 1676 года, обозначены: деревня Säbina и мыза Säbinahof.
Они же упоминаются на шведской «Генеральной карте провинции Ингерманландии» 1704 года.
На «Географическом чертеже Ижорской земли» Адриана Шонбека 1705 года они обозначены как мыза Сябина и деревня Сябина меньша.
На картах Санкт-Петербургской губернии Я. Ф. Шмидта 1770 года и А. М. Вильбрехта 1792 года упоминаются мыза и смежная с ней деревня Жабинская.
Деревни Большая Жабина из 52 дворов с мызой «Жабина Гр. Румянцова» и Малая Жабина из 19 дворов обозначены на «Топографической карте окрестностей Санкт-Петербурга» Ф. Ф. Шуберта 1831 года.

ЖАБИНО — мыза и деревня принадлежит тайному советнику Пейкеру, число жителей по ревизии: 183 м. п., 187 ж. п.

МАЛАЯ ЖАБИНО — деревня принадлежит тайному советнику Пейкеру, число жителей по ревизии: 33 м. п., 32 ж. п. (1838 год)

Деревня Большая Жабина, состоящая из 52 дворов, и смежная с ней Малая Жабина обозначены на карте Ф. Ф. Шуберта 1844 года и карте С. С. Куторги 1852 года.
В пояснительном тексте к этнографической карте Санкт-Петербургской губернии П. И. Кёппена 1849 года записана деревня Sääbinä (Малое Жабино), финское население которой по состоянию на 1848 год составляли савакоты — 34 м. п., 35 ж. п., всего 69 человек, русское население — 1 человек, а также указано, что в деревне Gross-Sääbinä  (Большое Жабино) проживают только русские.
Согласно 9-й ревизии 1850 года мыза Жабино с деревнями Большое Жабино, Малое Жабино и Крокшева принадлежали наследникам Ивана Устиновича Пейкера.

ЖАБИНО БОЛЬШОЕ — деревня барона Роппа, по просёлочной дороге, число дворов — 30, число душ — 119 м. п. 

ЖАБИНО МАЛОЕ — деревня барона Роппа, по просёлочной дороге, число дворов — 10, число душ — 30 м. п.(1856 год)

Согласно «Топографической карте частей Санкт-Петербургской и Выборгской губерний» в 1860 году деревня Большая Жабина при Мызе Жабина состояла из 33 крестьянских дворов, а Малая Жабино и Новая Жабино (Александровка) — из 12.

ЖАБИНО БОЛЬШОЕ — деревня и мыза владельческая при пруде, число дворов — 31, число жителей: 121 м. п., 140 ж. п.;

ЖАБИНО МАЛОЕ — деревня владельческая при пруде, число дворов — 11, число жителей: 22 м. п., 32 ж. п.;

ЖАБИНО НОВОЕ (АЛЕКСАНДРОВКА) — деревня владельческая при пруде, число дворов — 8, число жителей: 93 м. п., 23 ж. п. (1862 год)

В 1868—1869 годах временнообязанные крестьяне деревни Большое Жабино выкупили свои земельные наделы у А. И. Ропп и стали собственниками земли.

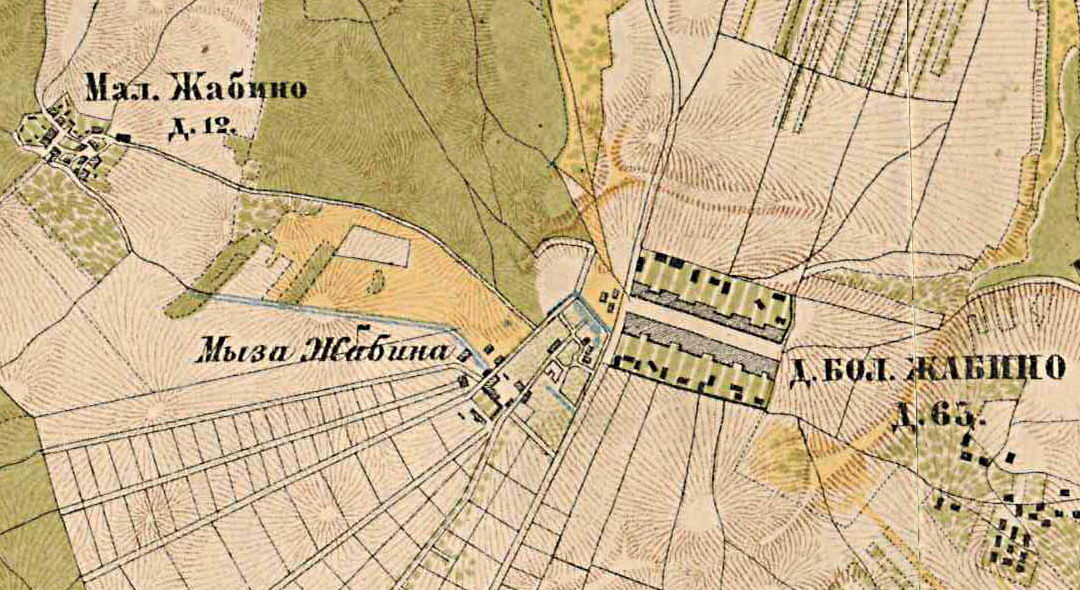
План деревни Жабино. 1885 год

В 1885 году, согласно карте окрестностей Петербурга, деревня Большое Жабино насчитывала 63 двора, а Малое Жабино — 12. Сборник же Центрального статистического комитета описывал деревню Большое Жабино так:

БОЛЬШАЯ ЖАБИНА — деревня бывшая владельческая, дворов — 35, жителей — 182; лавка. (1885 год).

Согласно материалам по статистике народного хозяйства Петергофского уезда 1887 года, мыза Жабино площадью 1610 десятин принадлежала баронессе Е. И. Ропп, она была приобретена до 1868 года.
В 1889 году в деревне открылась школа. Учителем в ней работала «мадемуазель А. Носова».
В конце XIX века деревня административно относилась к 1-му стану Петергофского уезда Санкт-Петербургской губернии, в начале XX века — к Витинской волости 2-го стана. Население деревни было исключительно финским.
По данным «Памятной книжки Санкт-Петербургской губернии» за 1905 год, мыза Жабино площадью 1579 десятин принадлежала герцогу Мекленбург-Стрелицкому.
К 1913 году количество дворов в Большом Жабине уменьшилось до 42, а в Малом осталось прежним. Расположенная севернее Малого Жабина деревня Александровка (Тепловка) стала называться — Новая Жабина (Тепловка).
С 1917 по 1922 год деревни Большое Жабино и Малое Жабино входили в состав Витинской волости Петергофского уезда.
С 1922 года в составе Жабинского сельсовета Кипенско-Ропшинской волости.
С 1923 года в составе Ропшинской волости Гатчинского уезда.
Согласно данным переписи населения СССР 1926 года в деревне Большое-Жабино Жабинского сельсовета Ропшинской волости Троцкого уезда проживали 299 человек, в деревне Малое-Жабино — 122 человека, большинство русские, а также финны, латыши и эстонцы.
С 1927 года в составе Ораниенбаумского района.
В 1928 году население деревень Большое Жабино и Малое Жабино составляло 497 человек.

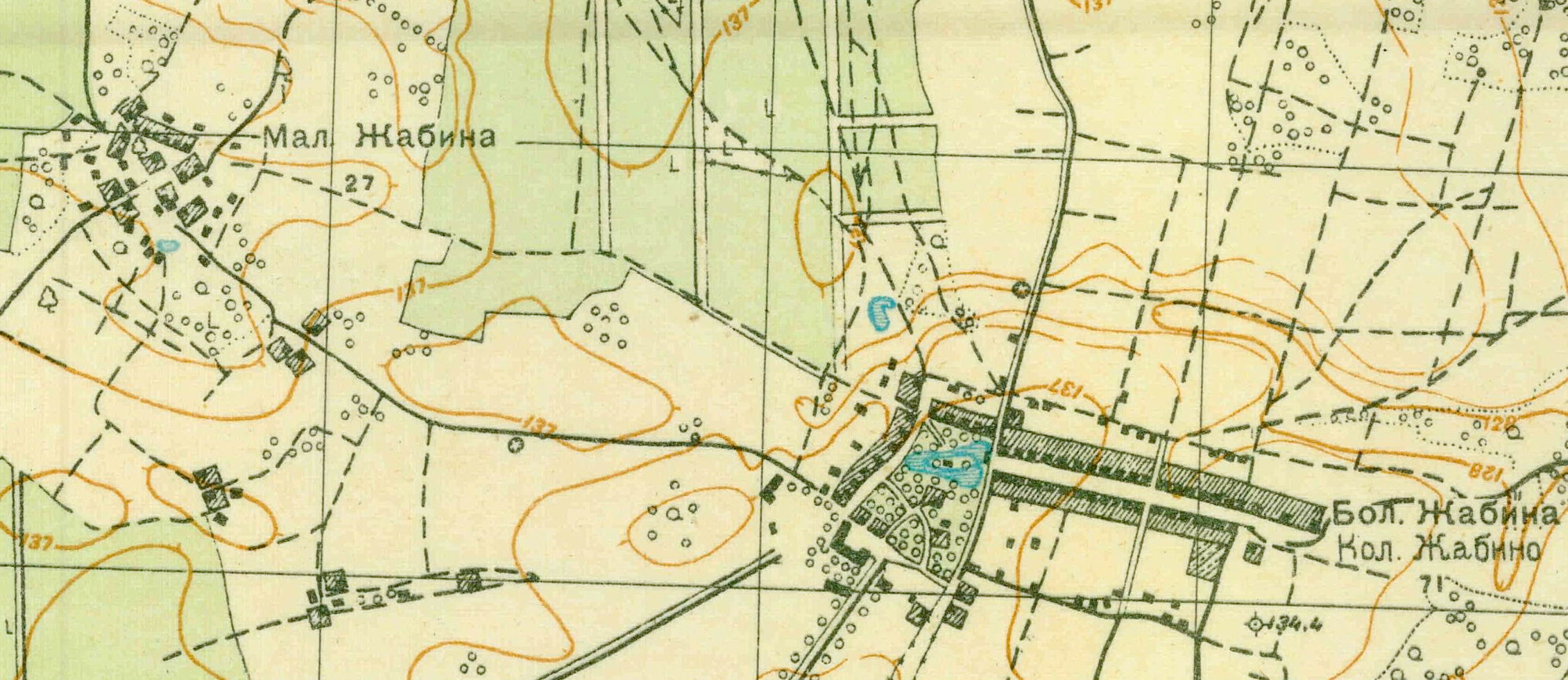
План деревни Жабино. 1931 год

С 1931 года в составе Красногвардейского района. Согласно топографической карте 1931 года деревня называлась Большая Жабина и насчитывала 71 двор. В деревне был организован колхоз «Жабино». Деревня Малое Жабино насчитывала 27 дворов. 
По данным 1933 года в Жабинский сельсовет Красногвардейского района входили 8 населённых пунктов: деревни Большое Жабино, Малое Жабино, Новое Жабино, Крокшово, Новые Нисковицы, Старые Нисковицы, Маргусы, Переярово, общей численностью населения 1692 человека. Центром сельсовета была деревня Большое Жабино.
По данным 1936 года в состав Жабинского сельсовета входили 9 населённых пунктов, 343 хозяйства и 8 колхозов. Административным центром была деревня Жабино.
С 1940 года в составе Низковицкого сельсовета.
Деревни Жабино были освобождены от немецко-фашистских оккупантов 23 января 1944 года.
С 1954 года в составе Большеондровского сельсовета.
В 1958 году население деревень Большое Жабино и Малое Жабино составляло 298 человек.
По данным 1966 и 1973 годов деревни Большое Жабино и Малое Жабино также входили в состав Большеондровского сельсовета.
По данным 1990 года единая деревня Жабино входила в состав Сяськелевского сельсовета.
В 2012 году в деревне была освящена каменная церковь Святой блаженной Ксении Петербургской.

## География
Деревня расположена в северо-западной части района на автодороге А120 (Санкт-Петербургское южное полукольцо).
Расстояние до административного центра, деревни Сяськелево — 15 км.
Расстояние до ближайшей железнодорожной станции Войсковицы — 18 км.
Расстояние до районного центра Гатчина — 31,8 км.

## Демография
| 1838 | 1862 | 1928 | 1958 | 1997 | 2006 | 2007 |
| ---- | ---- | ---- | ---- | ---- | ---- | ---- |
| 435  | ↘428 | ↗497 | ↘298 | ↗819 | ↘798 | ↘796 |
| 2010 | 2012 | 2013 | 2017 |      |      |      |
| ↗867 | ↘835 | ↘784 | ↗895 |      |      |      |

В 1997 году в деревне проживали 819 человек.
По состоянию на 1 января 2007 года в деревне находилось 260 домохозяйств, где проживало 796 человек, в 2010 году — 867 .

### Национальный состав
В 2002 году в деревне проживали 837 человек (русские — 90 %).
Согласно данным Всероссийской переписи населения 2021 года в деревне проживали 1018 человек, из них:
 русские — 936 (казаки — 1), мордва — 8, украинцы — 7, грузины — 6, узбеки — 6, таджики — 5, финны — 5, молдаване — 3, армяне — 2, белорусы — 2, марийцы — 2, татары — 2, эстонцы — 2, казахи — 1, латыши — 1, другие национальности — 7 человек, остальные национальность не указали.

## Предприятия и организации
- ЗАО "Племзавод "Большевик"
- Православный храм святой блаженной Ксении Петербургской
- 3 продовольственных магазина
- Дом культуры
- Библиотека
- Отделение почтовой связи
- Фельдшерско-акушерский пункт

## Транспорт
От Гатчины до Жабино можно доехать на автобусах № 521, 536.
От Санкт-Петербурга до Жабино можно доехать на маршрутном такси № 655.

## Фото

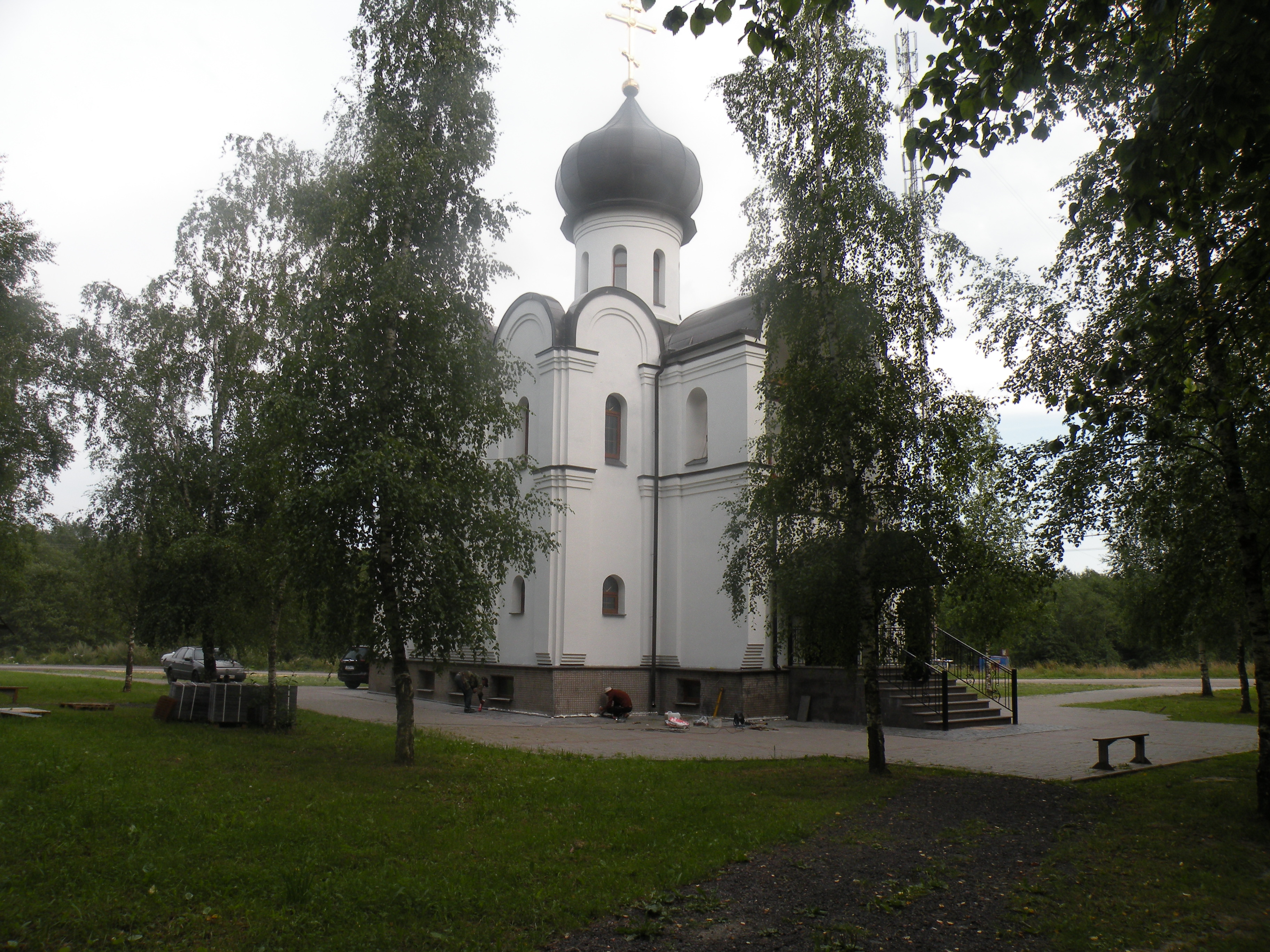
Церковь Ксении Петербургской. 2015 год
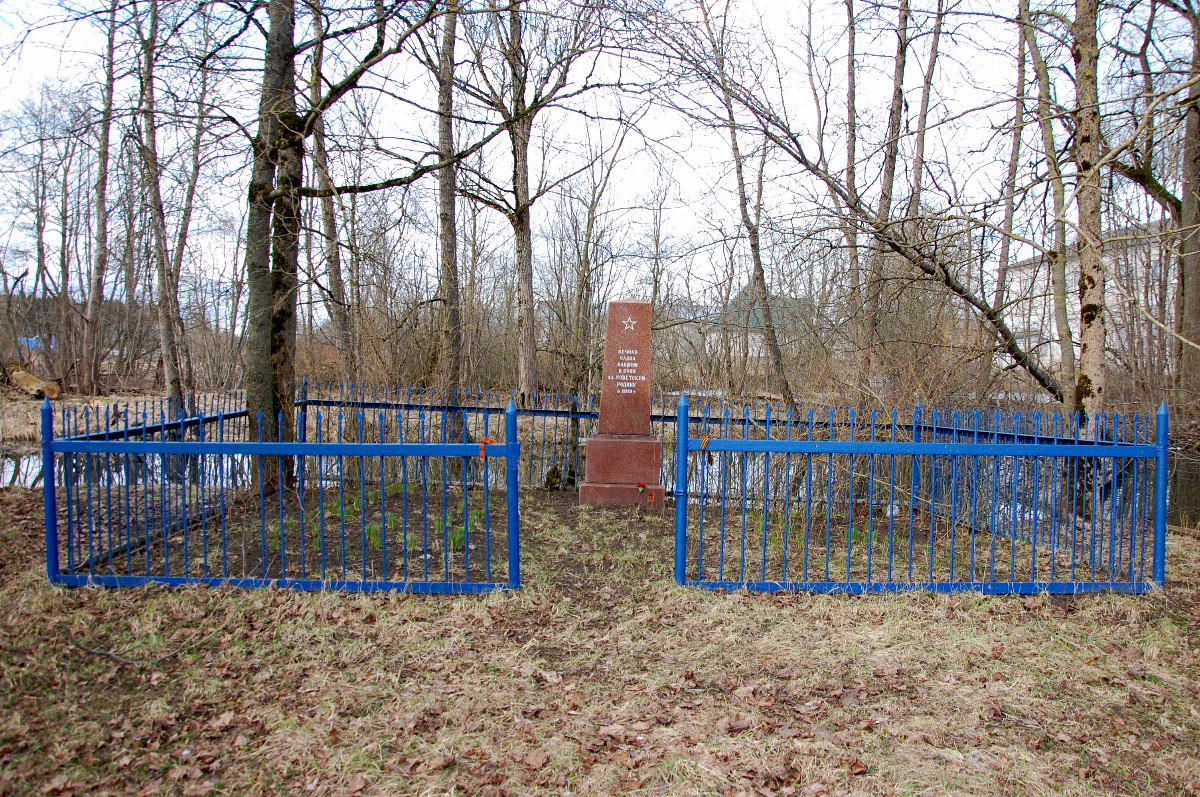
Братская могила в Жабино. 2017 год
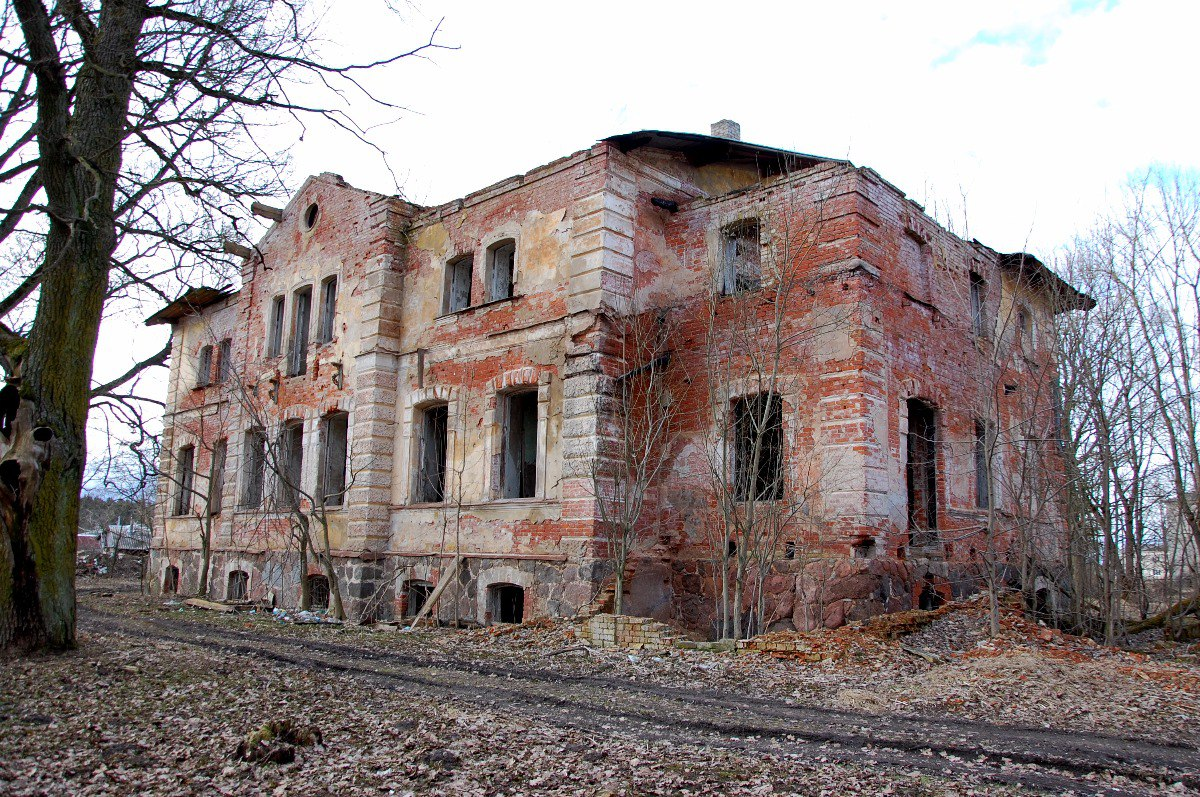
Усадьба Жабино. 2017 год
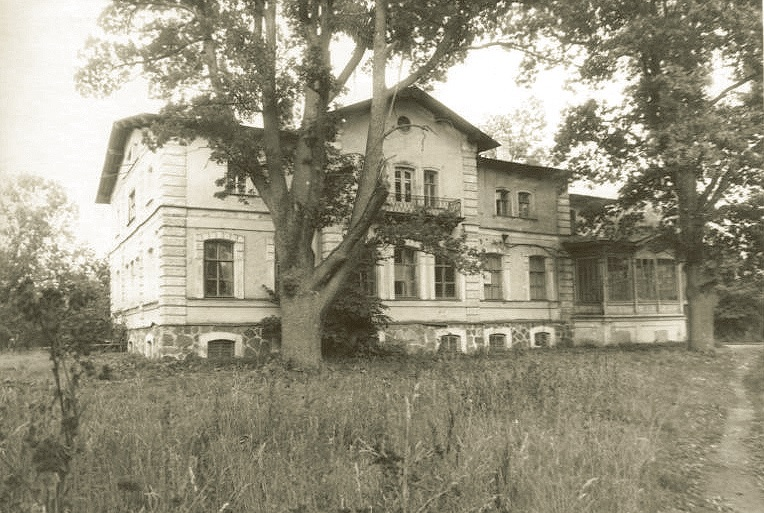
Усадьба Румянцева-Задунайского
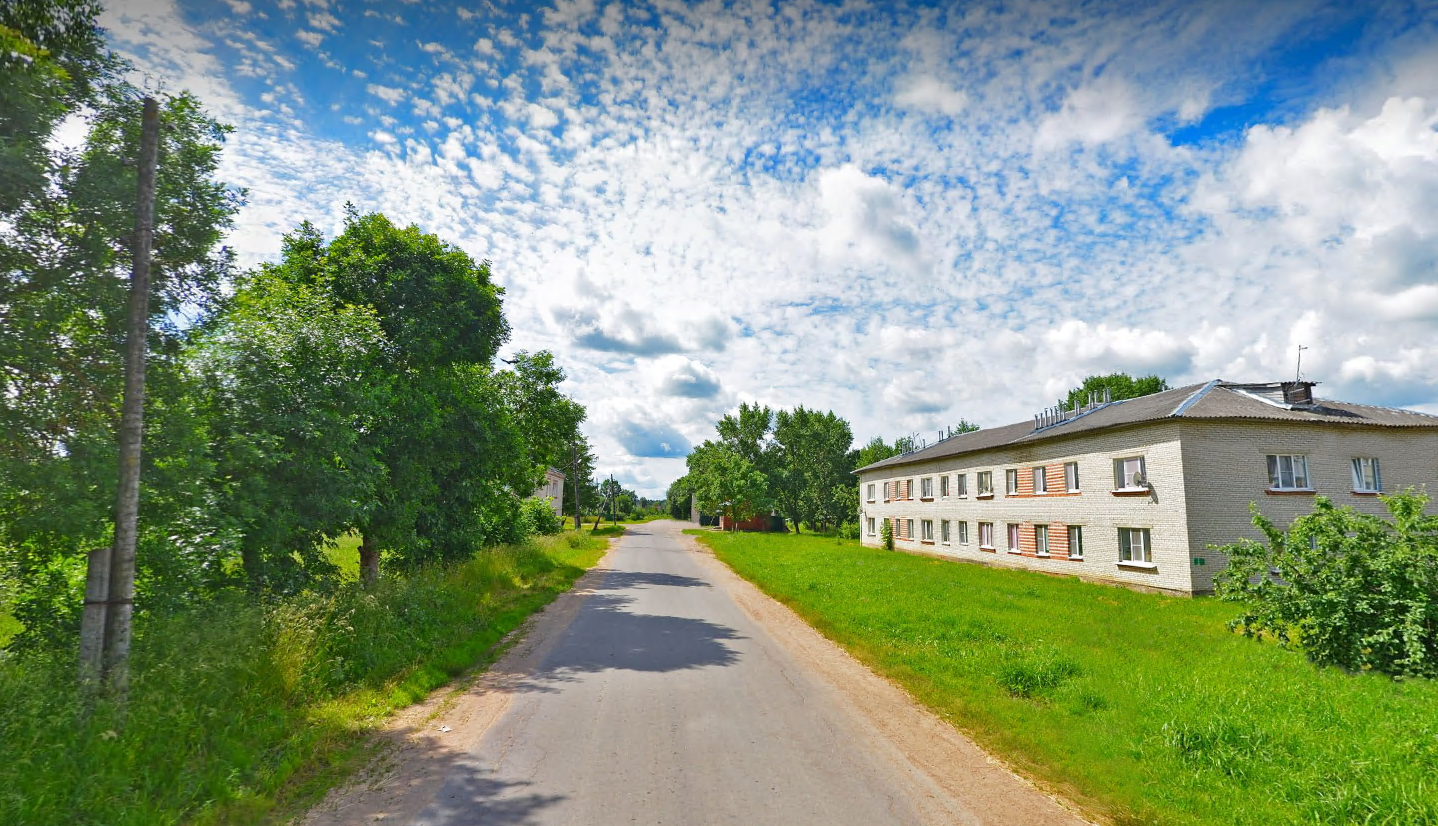
Улица Первого Мая
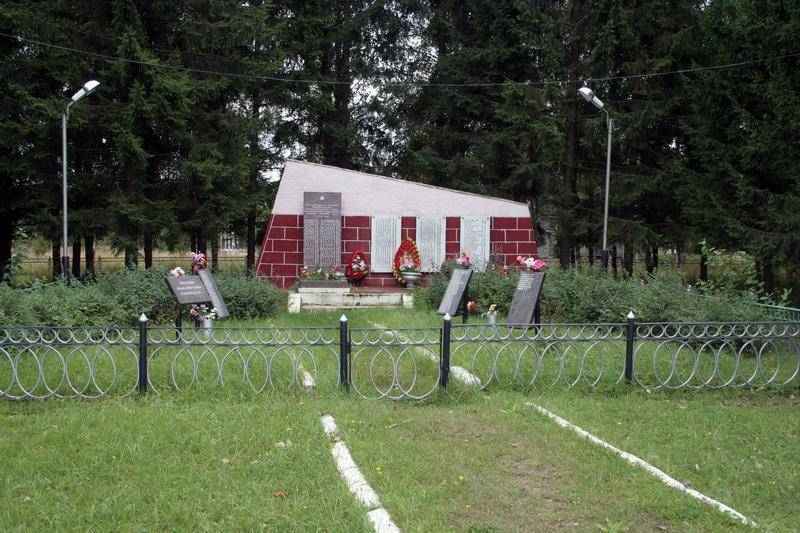
Памятник Героям Пограничникам
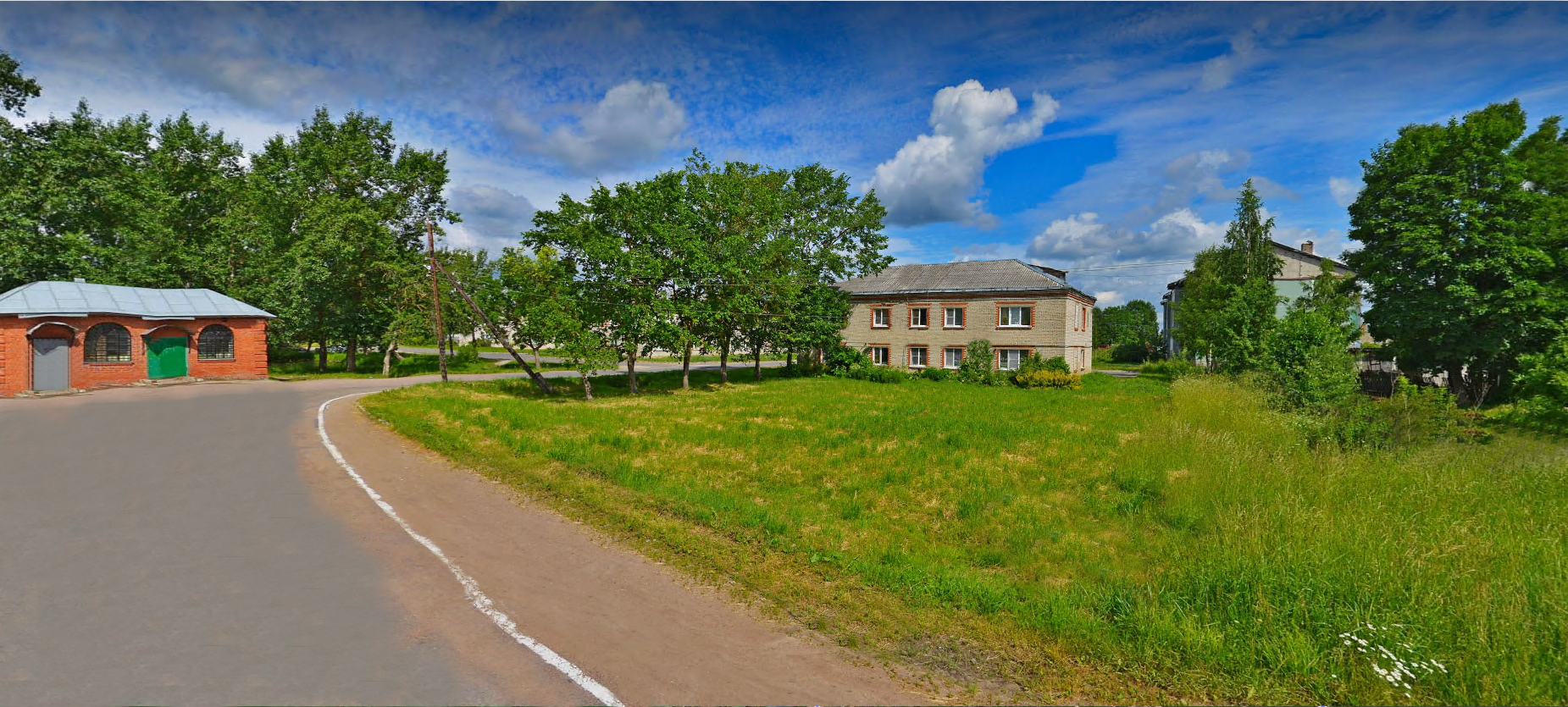
Центр деревни Жабино
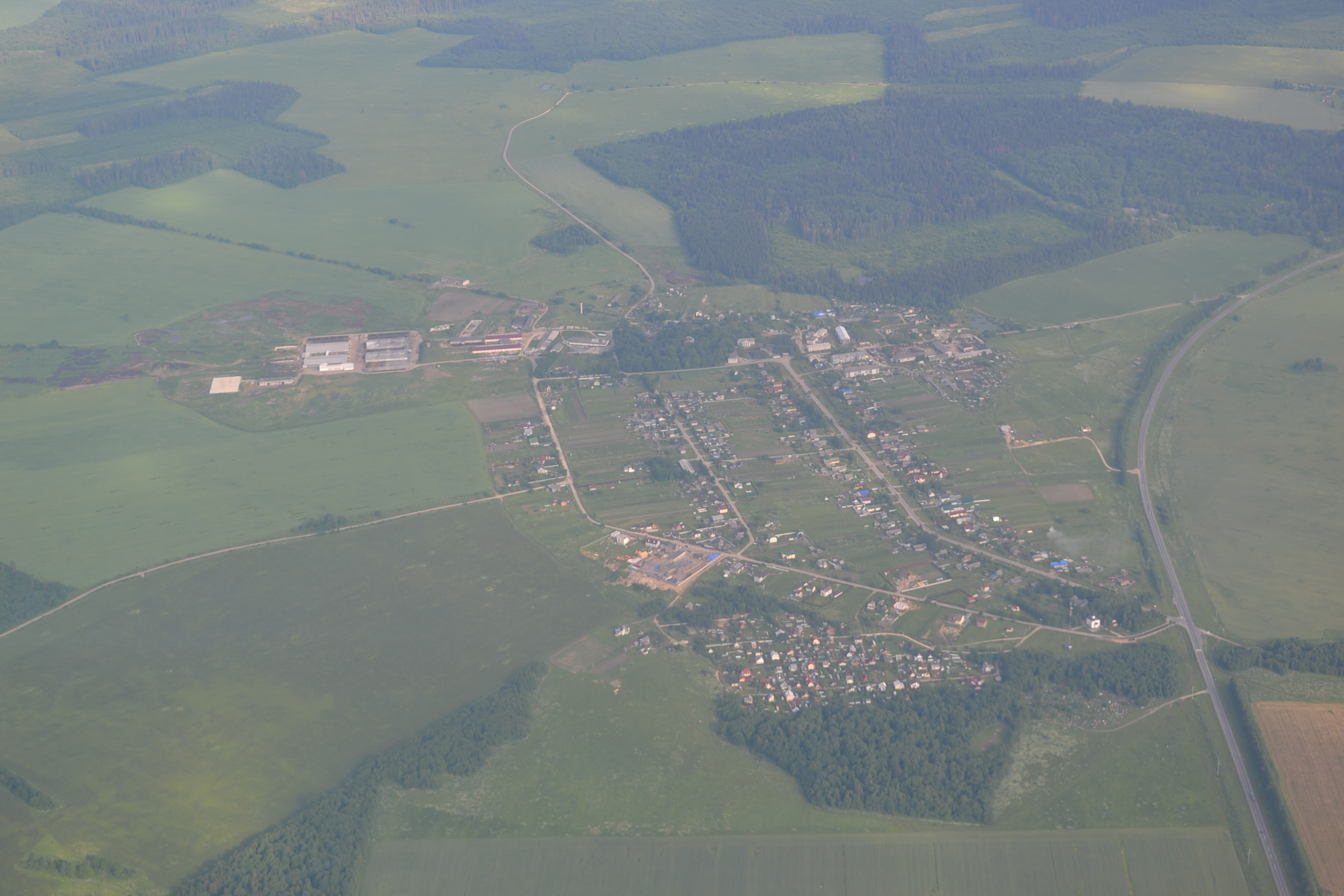
Деревня Жабино с высоты
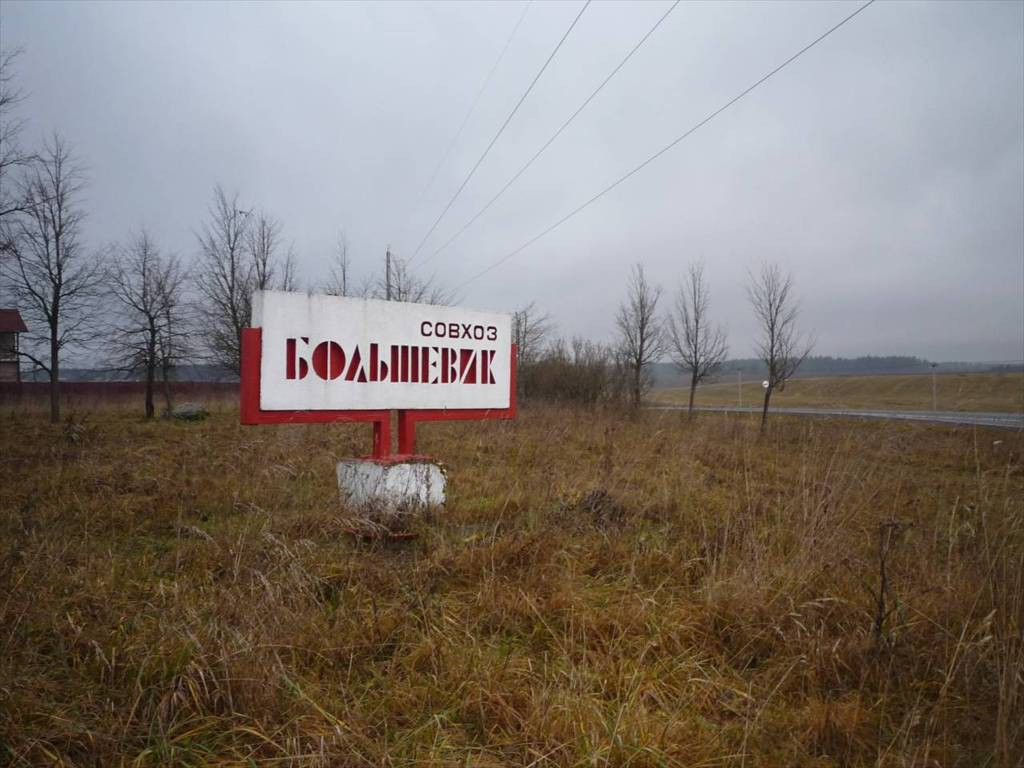
Совхоз «Большевик»
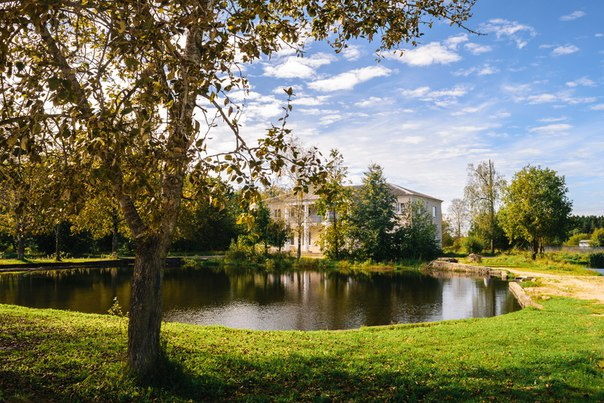
Пруд деревни Жабино

## Улицы
Весёлая, Генерала Румянцева, Героев Пограничников, Малая, Новая, Петра Семёнова, Поселковая, Северная, Счастливая.

## Садоводства
Нива.